# Geografia de Chipre
Chipre é uma das grandes ilhas do mar Mediterrâneo (juntamente com a Sicília, Sardenha, Córsega e Creta), a mais oriental de todas, localizada entre a costa sul da Anatólia e a costa mediterrânica do Médio Oriente. Geograficamente, pertence à Ásia, embora culturalmente seja um misto de elementos europeus e asiáticos, com os europeus a predominar, dado o seu passado grego e os dois terços actuais de população de origem grega.
A ilha é montanhosa, com duas zonas acidentadas separadas por um vale amplo (a Mesaoria), onde se ergue a capital, Nicósia. A sudoeste erguem-se os montes Troodos, que albergam o ponto mais elevado da ilha, o monte Olimpo, com 1953 m de altitude máxima. A norte erguem-se os montes Cirênia, uma cordilheira bastante estreita que contém os famosos montes Pentadáctilos, e que começa na costa norte e se prolonga para leste na longa península de Karpas, que confere à ilha a sua forma característica. Há também pequenas planícies costeiras no sul.
Nicósia é a maior cidade e a capital quer do estado reconhecido internacionalmente, quer da República Turca de Chipre do Norte. Outras cidades importantes são Limassol na parte grega, a leste da península de Acrotíri, e Famagusta na parte turca, costa oriental.
O clima é do tipo mediterrânico.